# نيكوس كريستيديس
نيكوس كريستيديس (باليونانية: Νίκος Χρηστίδης) هو لاعب كرة قدم يوناني في مركز حراسة المرمى، ولد في 2 أغسطس 1944 في سالونيك في اليونان. شارك مع منتخب اليونان لكرة القدم. أما مع النوادي، فقد لعب مع أريس تسالونيكي وأيك أثينا.

## وصلات خارجية
- نيكوس كريستيديس على موقع قاعدة بيانات كرة القدم.إي يو (الإنجليزية)
- نيكوس كريستيديس على موقع ناشيونال فوتبول تيمز (الإنجليزية)